# ناحیه التون، شهرستان وسکا، مینه‌سوتا
شهرستان التون، بخش وسکا، مینه‌سوتا (به انگلیسی: Alton Township, Waseca County, Minnesota) یک منطقهٔ مسکونی در ایالات متحده آمریکا است که در مینه‌سوتا واقع شده‌است.

## خصوصیات
شهرستان التون ۹۳٫۸ کیلومترمربع مساحت و ۶۴۵ نفر جمعیت دارد و ۳۲۰ متر بالاتر از سطح دریا واقع شده‌است.